# Janina Świtalska
Janina Świtalska z domu Tynicka (ur. 9 lutego 1898 w Szepetówce, zm. 23 maja 1995 w Warszawie) – polska nauczycielka. 

## Życiorys
Urodziła się 9 lutego 1898 w Szepetówce. Podczas I wojny światowej działała w ruchu młodzieżowym i niepodległościowym w Żytomierzu i w Kijowie. Od 1919 przebywała w Warszawie. W 1922 pracowała w Biurze Prasowym w Belwederze, a w latach 1923-1927 jako sekretarka w poselstwie polskim w Helsinkach. Została sekretarką prezydentowej Michaliny Mościckiej .
17 lipca 1927 została drugą żoną Kazimierza Świtalskiego, ówczesnego urzędnika Ministerstwa Spraw Wewnętrznych, a w 1929 premiera rządu Rzeczypospolitej . Mieli syna Jacka (ur. 31 sierpnia 1928) .
Podczas II wojny światowej w trakcie okupacji niemieckiej uczestniczyła w tajnym nauczaniu wykładając język angielski. Jej syn Jacek jako żołnierz Armii Krajowej ps. „Sadowski” poległ pierwszego dnia powstania warszawskiego 1 sierpnia 1944 .
Po powstaniu zamieszkała w Zalesiu Dolnym. W nocy z 15 na 16 listopada 1948 wraz z mężem została aresztowana przez funkcjonariuszy Urzędu Bezpieczeństwa, a po dwóch tygodniach zwolniona (Kazimierz odzyskał wolność w 1955). Pracowała jako nauczycielka w gimnazjum w Zalesiu i w Szkole Głównej Handlowej. Po śmierci męża rozdysponowała dokumenty pozostałe po nim
Przyczyniła się do wydania publikacji pt. Kazimierz Świtalski. Diariusz 1919–1935 (1992), którą przygotowali Andrzej Garlicki i Ryszard Świętek. Zmarła 23 maja 1995 w Warszawie. Została pochowana w grobowcu męża na Cmentarzu Wojskowym na Powązkach w Warszawie.